# Pusztaszer
Pusztaszer község Csongrád-Csanád vármegye Kisteleki járásában.

## Fekvése
A Pusztaszeri Tájvédelmi Körzet szélén, Ópusztaszertől északnyugatra fekszik. Közigazgatási területe durva közelítéssel trapéz alakú, attól nem sokban tér el; további szomszédai északkelet felől Tömörkény, délnyugat felől Kistelek, északnyugat felől pedig Pálmonostora. A térség fontosabb települései közül Kistelek központja 9,5, Balástya 15,5, Sándorfalva pedig 29 kilométer távolságra található.

### Megközelítése
Közigazgatási területén, annak nyugati szélén keresztülhúzódik az 5-ös főút, így Budapest-Kecskemét, illetve Szeged felől is könnyen megközelíthető. Központján a Gátértól Tömörkényen át idáig húzódó 4518-as út halad végig.

## Története
A honfoglalás fontos csomópontja. Anonymus legendája szerint a honalapító magyar nemzet első törvényhozási közgyűlésének színhelye. Árpád vezér és társai itt megálltak 34 napra, és törvényeket hoztak. Ám a tatár-török dúlás folyamán a település és környéke többször elnéptelenedett. Az 1700-as években kezdődött meg ismét a betelepülés Kecskemétről. A terület rendezetlen tulajdonviszonyait követően az északi részét (Felső-Pusztaszert) Kecskemét 1828-ban megvásárolta. Ettől kezdve a területen folyó gazdálkodást és közéletet a Kecskemét által kinevezett pusztabíró (Dékány família) felügyelte. 1881-ig közigazgatásilag Kecskeméthez tartozott, majd a nagy távolság miatt 1881 és 1934 között Kisteleken intézték a hivatalos ügyeket. A település 1934. január 1-jén vált közigazgatásilag önállóvá. A lakosság nagyrészt tanyákon élt, a 60-as években kezdődött meg a tanyasi lakosság faluközpontba települése. Mára már csak mintegy 130 lakott tanya található a település külterületén.

## Közélete

### Polgármesterei
- 1990–1994: Kertész László (FKgP-SZDSZ-ASZ)[3]
- 1994–1998: Kertész László (SZDSZ)[4]
- 1998–2002: Kertész László (FKgP)[5]
- 2002–2006: Kertész László (független)[6]
- 2006–2010: Máté Gábor (független)[7]
- 2010–2014: Máté Gábor (független)[8]
- 2014–2019: Máté Gábor (független)[9]
- 2019–2024: Máté Gábor (független)[10]
- 2024– : Ocskó-Almási Anita (Fidesz.KDNP)[1]

## Népesség
| Lakosok száma | 1467 | 1419 | 1365 | 1361 | 1348 | 1320 | 1299 |
|               | 2013 | 2014 | 2017 | 2021 | 2022 | 2023 | 2024 |

2001-ben a település lakosságának közel 100%-a magyar nemzetiségűnek vallotta magát.
A 2011-es népszámlálás során a lakosok 68,9%-a magyarnak, 0,4% cigánynak, 0,4% németnek mondta magát (31,1% nem nyilatkozott; a kettős identitások miatt a végösszeg nagyobb lehet 100%-nál). A vallási megoszlás a következő volt: római katolikus 40,6%, református 1,9%, felekezeten kívüli 17,1% (40,3% nem nyilatkozott).
2022-ben a lakosság 88,4%-a vallotta magát magyarnak, 0,6% németnek, 0,5% cigánynak, 0,2% románnak, 0,1-0,1% görögnek, örménynek, ruszinnak, ukránnak és szerbnek, 2,4% egyéb, nem hazai nemzetiségűnek (11% nem nyilatkozott; a kettős identitások miatt a végösszeg nagyobb lehet 100%-nál). Vallásuk szerint 38,7% volt római katolikus, 2% református, 0,6% görög katolikus, 0,1% izraelita, 1,3% egyéb keresztény, 1,2% egyéb katolikus, 15,2% felekezeten kívüli (40,8% nem válaszolt).

## Nevezetességei
- Hét vezér emlékoszlopa az Árpád halmon - a honfoglalás ezer esztendős évfordulójára, a szeri gyűlés helyén a honfoglaló vezérek portréival díszített emlékoszlopot 1900-ban állította a Magyar Országos Diákszövetség.
- A legenda szerint a Pusztaszer környékén található hét halmon (kurgánok) állt a hét vezér sátra: Árpád halom, Szárnyék halom, Sáregyházi halom,  Vesszős halom, Kártyás halom, Kettős halom, Császárné halma.
- Pusztaszeri Tájvédelmi Körzet
- Büdös-szék

## Híres emberek
- Máté Bence természetfotós
- Tóth Pál grafikus[14]
- Tóth Albertné Piroska csipkeverő[15]
- Szarvas József „Josh” popzenész[forrás?]